# Governo Jones III
Il governo Jones III è il nono governo di coalizione laburista-liberaldemocratico formato dopo i risultati delle elezioni generali del 2016 in Galles. Il 14 ottobre 2016, Dafydd Elis-Thomas ha lasciato Plaid Cymru per sostenere il governo di coalizione e dare loro la maggioranza al potere; ora siede come indipendente nel parlamento gallese. Il governo è stato sostituito dal governo Drakeford il 13 dicembre 2018, a seguito delle dimissioni di Carwyn Jones da Primo ministro il giorno precedente.

## Composizione
Il governo Jones III è composto da:
- 6 segretari
- 1 consigliere generale
- 3 ministri

### Gabinetto
| Carica                                                                                   | Titolare       | Titolare                | Mandato (in questo governo) | Partito             | Immagine |
| ---------------------------------------------------------------------------------------- | -------------- | ----------------------- | --------------------------- | ------------------- | -------- |
| Primo ministro                                                                           |                | Rt. Hon Carwyn Jones AM | 2016–2018                   | Laburista           |          |
| Economia e infrastrutture (2016–17) Economia e trasporti (2017–2018)                     |                | Ken Skates AM           | 2016–2018                   | Laburista           |          |
| Salute, benessere e sport (2016–2017) Salute e servizi sociali (2017–2018)               |                | Vaughan Gething AM      | 2016–2018                   | Laburista           |          |
| Istruzione                                                                               |                | Kirsty Williams AM      | 2016–2018                   | Liberal Democratici |          |
| Comunità e bambini Governo locale e servizi pubblici (2017–2018)                         |                | Carl Sargeant AM        | 2016–2017                   | Laburista           |          |
| Comunità e bambini Governo locale e servizi pubblici (2017–2018)                         | Alun Davies AM | 2017–2018               | Laburista                   |                     |          |
| Finanze e governo locale (2016–2017) Finanze (2017–2018)                                 |                | Mark Drakeford AM       | 2016–2018                   | Laburista           |          |
| Ambiente e affari rurali (2016–2017) Energia, pianificazione e affari rurali (2017–2018) |                | Lesley Griffiths AM     | 2016–2018                   | Laburista           |          |
| Leader della Camera e Chief whip                                                         |                | Jane Hutt AM            | 2016–2017                   | Laburista           |          |
| Leader della Camera e Chief whip                                                         | Julie James AM | 2017–2018               | Laburista                   |                     |          |

### Ministri
| Carica                                                                             | Titolare                 | Titolare                      | Mandato   | Partito      | Immagine |
| ---------------------------------------------------------------------------------- | ------------------------ | ----------------------------- | --------- | ------------ | -------- |
| Competenze e la scienza                                                            |                          | Julie James AM                | 2016–2017 | Laburista    |          |
| Apprendimento permanente e lingua gallese                                          |                          | Alun Davies AM                | 2016–2017 | Laburista    |          |
| Apprendimento permanente e lingua gallese                                          | Rt. Hon Eluned Morgan AM | 2017–2018                     | Laburista |              |          |
| Servizi sociali e sanità pubblica (2016–2017) Infanzia e assistenza sociale (2017) |                          | Rebecca Evans AM              | 2016–2017 | Laburista    |          |
| Servizi sociali e sanità pubblica (2016–2017) Infanzia e assistenza sociale (2017) | Huw Irranca-Davies AM    | 2017–2018                     | Laburista |              |          |
| Cultura, il turismo e lo sport                                                     |                          | Rt. Hon Dafydd Elis-Thomas AM | 2017–2018 | Indipendente |          |
| Edilizia abitativa e rigenerazione                                                 |                          | Rebecca Evans AM              | 2017–2018 | Laburista    |          |
| Ambiente                                                                           |                          | Hannah Blythyn AM             | 2017–2018 | Laburista    |          |

### Consigliere generale
| Titolare | Titolare        | Mandato   | Partito   | Immagine |
| -------- | --------------- | --------- | --------- | -------- |
|          | Mick Antoniw AM | 2016–2017 | Laburista |          |
|          | Jeremy Miles AM | 2017–2018 | Laburista |          |